# Метт'ю Брізі
Метт'ю Крістофер Брізі (англ. Matthew Breeze; 10 червня 1972, Сідней) — австралійський футбольний арбітр. З 1994 року судив матчі чемпіонату Австралії, в 2001 року включений в список арбітрів ФІФА. По основній професії — прокурор.

## Суддівська кар'єра
Метт'ю Брізі було лише 22 роки, коли він вийшов судити свій перший матч в чемпіонаті Австралії. У свій дебютний сезон він відсудив 20 матчів. З 2001 року він включений до списку арбітрів ФІФА, в той же рік він відсудив свій перший матч на міжнародному рівні у відбірковому раунді зони Океанії до чемпіонату світу.
У наступному році він був викликаний судити Кубок націй ОФК, а в 2003 році він вперше судив фінальний раунд чемпіонату світу до 20 років, що проходив в ОАЕ. Метт'ю Брізі відсудив чотири гри, в тому числі матч за третє місце між збірними Колумбії та Аргентини.
У 2005 році він судив матчі Кубка конфедерацій, і знову удостоївся обслуговувати матч за третє місце, на цей раз між збірними Німеччини та Мексики        .
Після переходу в 2007 році Австралії в Азійську футбольну конфедерацію (АФК), Меттью був включений в список суддів на Кубок Азії, він відсудив матчі групового етапу, а також півфінальний матч між збірними Саудівської Аравії і Японії.
У тому ж році він взяв участь у чемпіонаті світу до 17 років, який проходив у Південній Кореї.
У 2009 році судив ігри Кубка конфедерацій та Клубного чемпіонату світу.
Був у розширеному списку арбітрів на чемпіонат світу 2010 року, але у фінальну заявку не потрапив. З 2012 року, втративши статус міжнародного арбітра, продовжив судити матчі в А-лізі.

## Досягнення
- Арбітр року в А-лізі: 2008–09, 2010–11